# Martin Place
Koordinaten: 33° 52′ 4″ S, 151° 12′ 35″ O
Der Martin Place ist ein historisch bedeutender Platz und die größte Fußgängerzone in der zentralen Innenstadt von Sydney in New South Wales, Australien. 

## Platzbeschreibung
Auf dem Martin Place befinden sich zahlreiche historische Gebäude, die von gläsernen Hochhäusern überragt werden. Man findet dort beispielsweise die Reserve Bank of Australia (Bundesbank von Australien), Commonwealth Bank of Australia, Macquarie Bank, das General Post Office von Sydney, Seven Network, Australian Television Station (ATN) und weitere bedeutende Gebäude. Der historische Platz liegt zwischen der George Street und Macquarie Street, ihn kreuzen die Pitt Street, Castlereagh Street, Elizabeth Street und Phillip Street. 
Der bauhistorisch bedeutende Martin Place gilt als identitätsstiftend für Australien. 

## Geschichte
Der Platz wurde 1891 angelegt und wurde zu Ehren von James Martin benannt, dem sechsten Premierminister von New South Wales und australischen Justizminister. Seit 1927 befindet sich das ANZAC-Kenotaph dort, 1971 wurde der Platz zur Fußgängerzone erklärt. Am Ende der Macquarie Street befindet sich das Sydney Hospital, das älteste Krankenhaus von Australien (1788).
Der Martin Place kommt ferner häufig in Filmen und Fernsehserien vor, wie beispielsweise der Brunnen in The Matrix und Szenen in Matrix Revolutions. und Superman Returns, sowie in der Fernsehserie The Amazing Race.
Am 15.–16. Dezember 2014 gab es eine 16-stündige Geiselnahme in einem Lindt Chocolate Café am Martin Place. 17 Kunden und Angestellte wurden von Man Haron Monis als Geisel genommen, die Geiselnahme wurde von der Polizei als terroristischen Angriff eingestuft. Die Geiselnahme wurde um 2:14 Uhr durch die Erstürmung von Spezialeinheiten beendet, drei Personen, darunter der Geiselnehmer, kamen ums Leben, vier weitere wurden verletzt.
Auf dem Martin Place wird jedes Jahr der größte Weihnachtsbaum von Sydney aufgestellt und jeden 25. April anlässlich des ANZAC Days eine Gedenkfeier abgehalten. 
Heute befinden sich auf dem Platz zahlreiche Cafés, Bars und Restaurants, ferner finden auch Konzerte statt. 

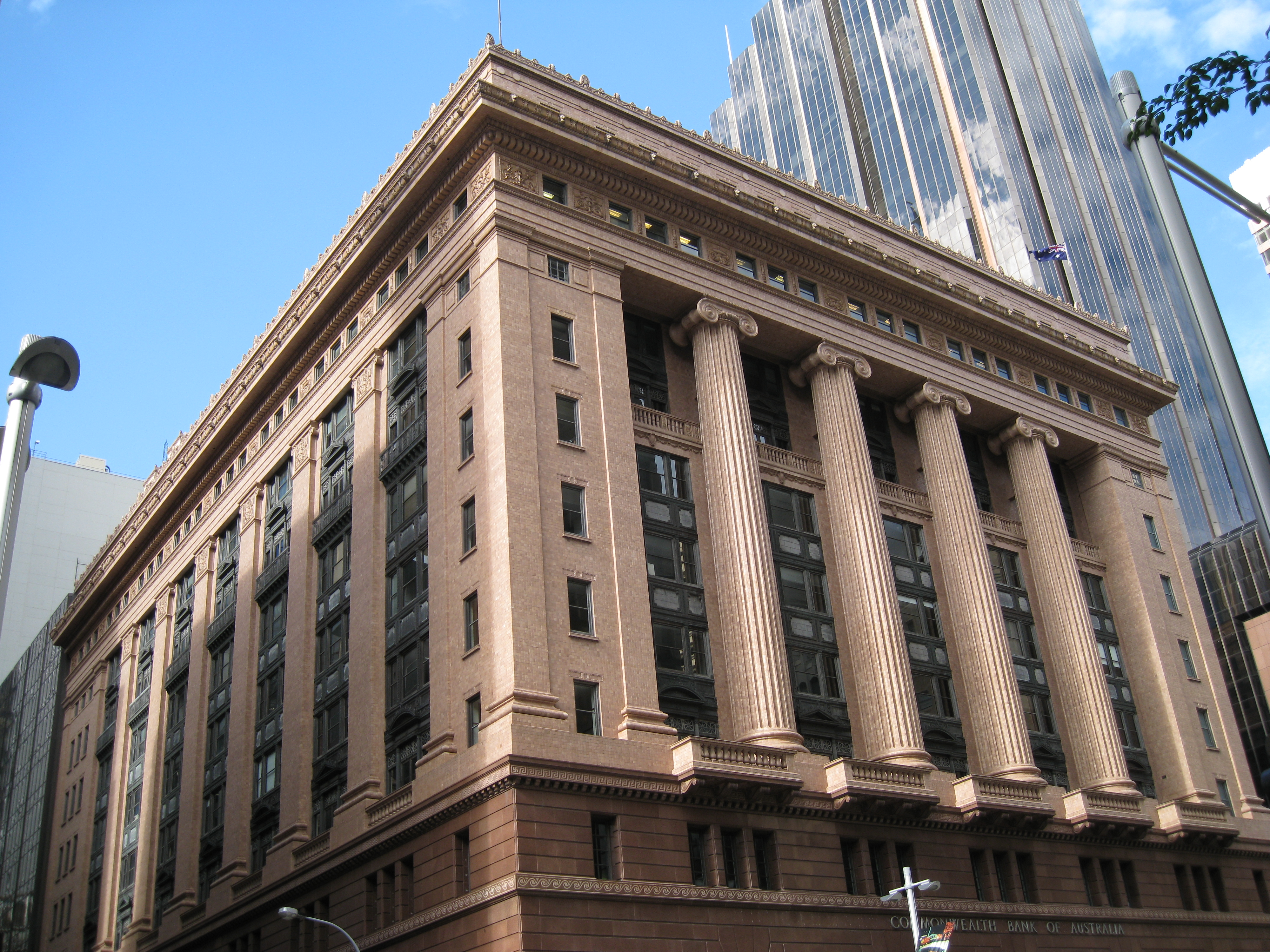
Australische Bundesbank
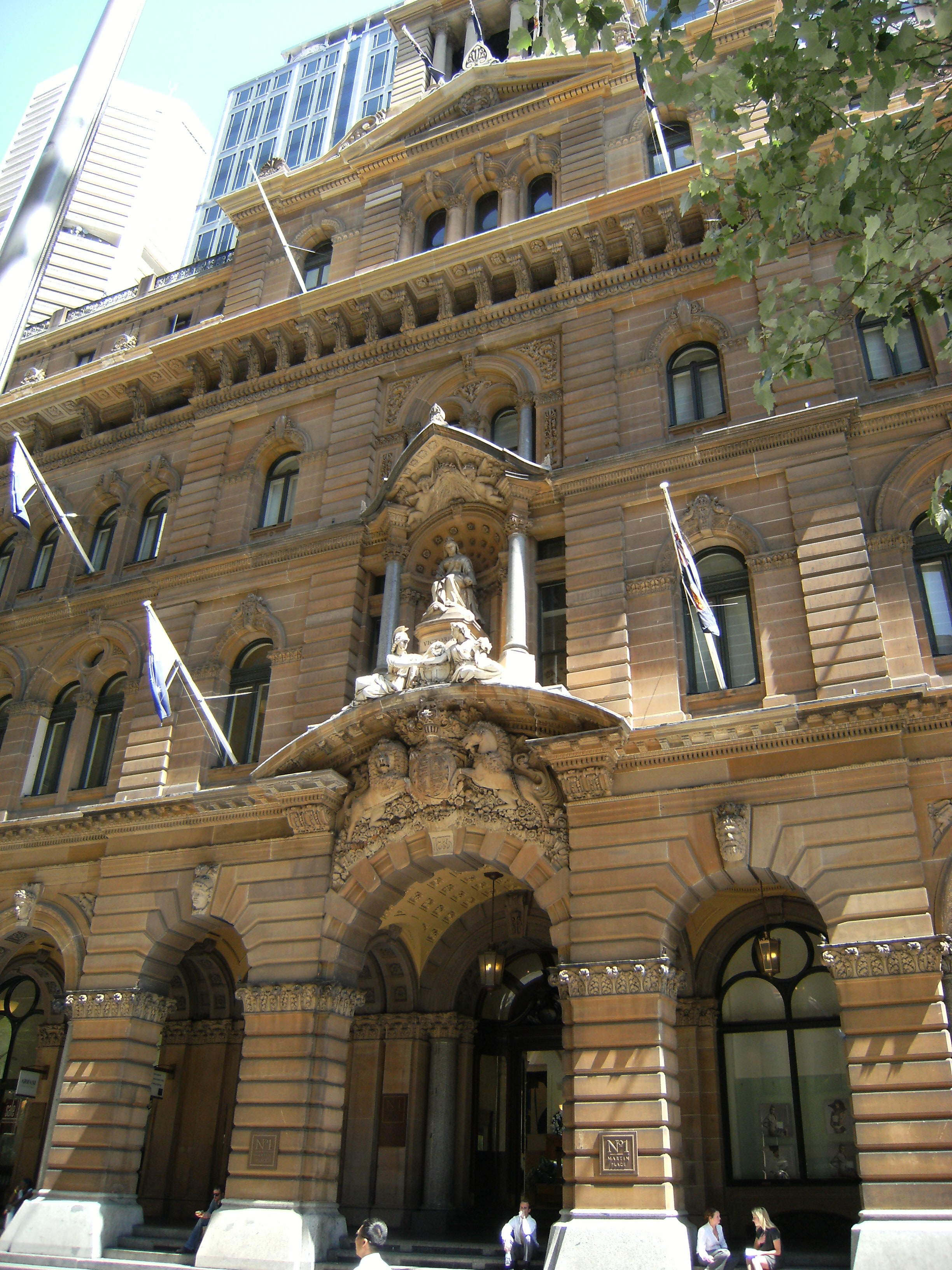
General Post Office
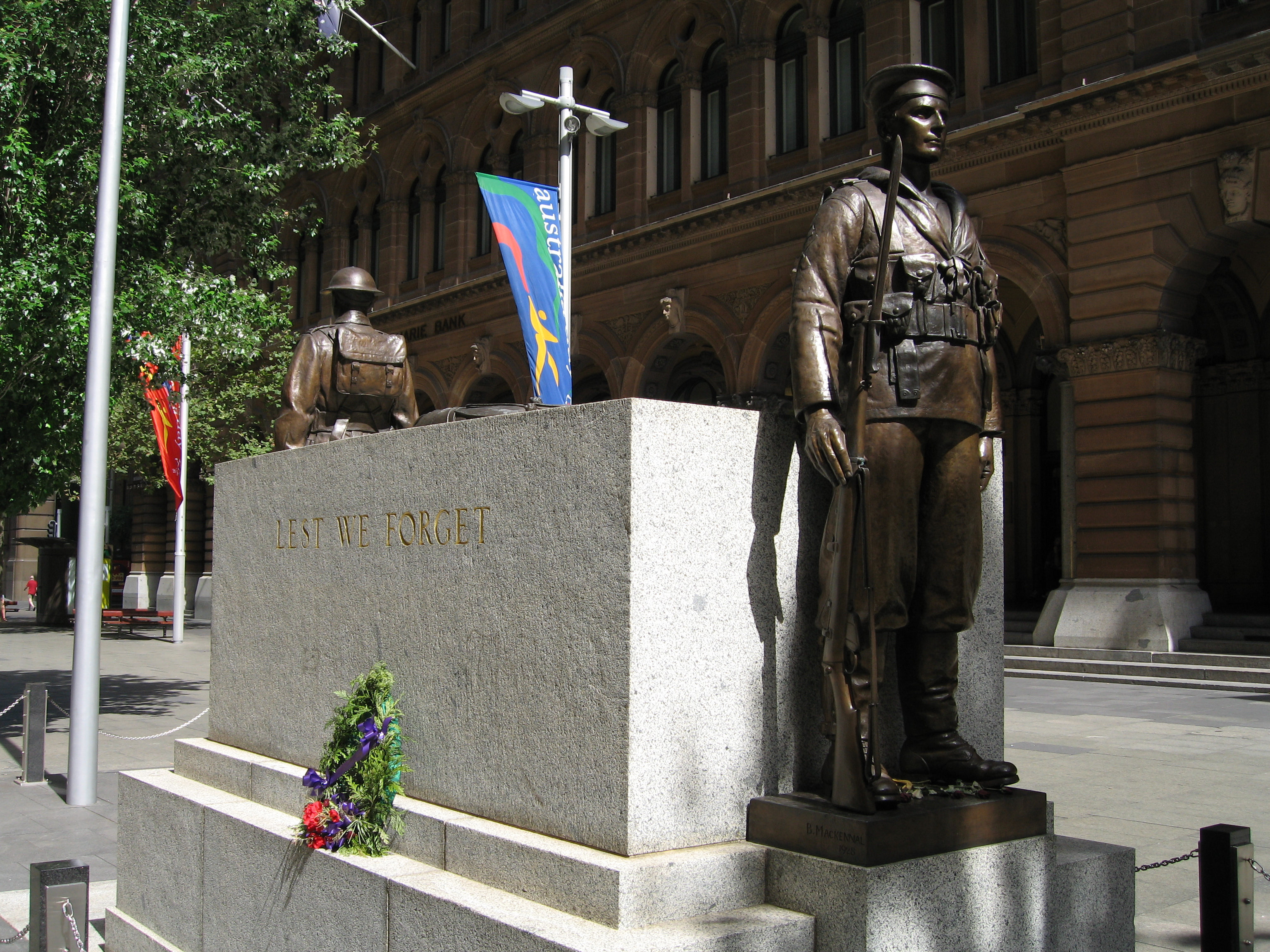
ANZAC-Kenotaph
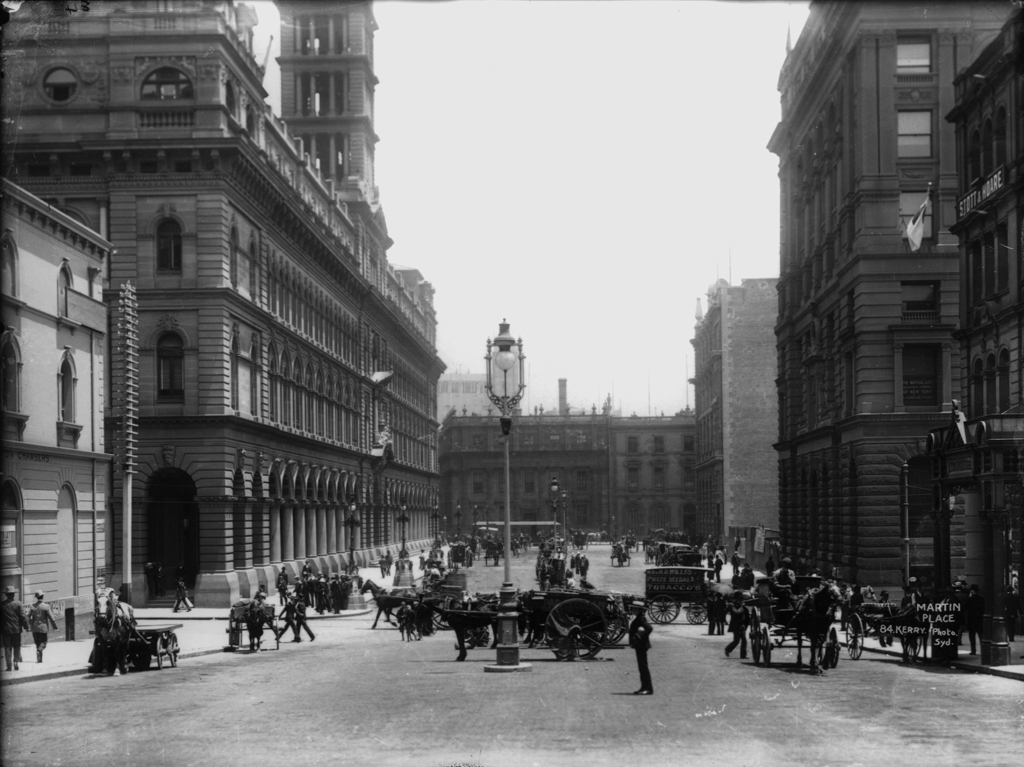
Martin Place um 1900